# Tomás Misser
Pour les articles homonymes, voir Vilaseca.
Tomás Misser Vilaseca (né le 30 septembre 1974 à Llinars del Vallès) est un coureur cycliste espagnol. Spécialisé en VTT, il est champion d'Europe de descente en 1996.

## Biographie
Son frère Pau (né en 1976) est également un cycliste spécialisé en descente VTT.

## Palmarès en VTT

### Championnats du monde
- Ciocco 1991
  -  Médaillé d'argent de la descente juniors
- Bromont 1992
  -  Médaillé d'argent de la descente juniors
- Vail 1994
  - 4e de la descente
- Kirchzarten 1995
  - 4e de la descente
- Cairns 1996
  - 10e de la descente
- Château-d'Œx 1997
  - 8e de la descente
- Kaprun 2002
  - 9e de la descente

### Coupe du monde
- Coupe du monde de descente
  - 3e en 1996 (2 manches)
  - 3e en 1997 (1 manche)

### Championnats d'Europe
- 1992
  -  Champion d'Europe de descente juniors
- 1994
  - 5e de la descente
- 1996
  -  Champion d'Europe de descente
- 1997
  - 5e de la descente
- 1998
  - 5e de la descente

## Palmarès en cyclo-cross
- 2013-2014
  - Grand Prix Les Franqueses
- 2014-2015
  - Grand Prix Les Franqueses